# Pietro Tacchi Venturi
Pietro Tacchi Venturi, né le 12 aout 1861 à San Severino Marche, près de Macerata (Italie) et décédé le 18 mars 1956 à Rome, était un prêtre jésuite italien, historien, diplomate et écrivain. Proche de Mussolini comme du pape Pie XI il fut souvent engagé dans des négociations entre le régime fasciste italien et le Saint-Siège.

## Biographie
A peine terminées ses humanités au liceo Apollinare de Rome le jeune Pietro Tacchi Venturi entre dans la Compagnie de Jésus. Il a 17 ans et commence son noviciat en France le 12 novembre 1878 à Cossé-le-Vivien, en Mayenne. Durant ses études de philosophie à l’Université grégorienne (1883-1886) il écrit déjà la biographie de son maître de novices, le père Camille Mearini. De 1887 à 1891 il est inscrit à l’université de Rome (un des premiers jésuites à y étudier) et y fait un doctorat en Lettres (1887-1891). Ses études de théologie terminées il est ordonné prêtre le 28 juillet 1892.

### Historien
Par de nombreuses recensions de livres et des articles dans la revue ‘Civiltà Cattolica’ Tacchi Venturi montre une éminente aptitude pour l’étude de l’histoire et le travail de critique historique. Il est choisi par le Supérieur Général, Luis Martín, pour écrire une histoire compréhensive de la Compagnie de Jésus en Italie, depuis sa fondation, comme d’autres ont été chargés de la faire pour la France (Henri Fouqueray), Espagne (Antonio Astrain), Allemagne (Bernhard Duhr), Belgique (Alfred Poncelet), Portugal (Francisco Rodrigues), etc.
Une grande capacité de travail alliée à une vive intelligence lui permettent de publier dès 1910 un premier volume de sa ‘Storia della Compagnia di Gesù in Italia’ (la période ignacienne). Un essai sur l’état de la religion en Italie au milieu du XVIe siècle’ le précède (1896). L’ouvrage est bien reçu, en particulier parce que l’auteur y adopte les méthodes de critique historique moderne et évite toute apologétique, au contraire de la plupart des auteurs ecclésiastiques de cette époque. La réputation de l’historien Tacchi Venturi est assurée.
Pour le troisième centenaire (en 1910) de la mort de son compatriote Matteo Ricci (né comme lui à Macerata), Tacchi Venturi édite et publie en italien les lettres du célèbre missionnaire jésuite en Chine impériale, avec une histoire de l’introduction du christianisme en Chine. C’est le point de départ d’un nouvel intérêt académique pour l’éminent sinologue du XVIe siècle.
Plus tard, alors même qu’il est fort pris par d’autres activités importantes, Tacchi Venturi continue ses travaux d’historien : en 1923 il répond aux objections faites à la béatification de Robert Bellarmin. Il dirige surtout la publication d’une grande ‘Histoire des religions’ et rédige bon nombre d’articles à thème ‘ecclésiastique’ dans l’Enciclopedia italiana’, travail délicat étant donné les relations tendues (la ‘Question romaine’) entre le Saint-Siège et l’Italie.

### Diplomate
Tacchi Venturi est secrétaire de la Compagnie de Jésus de 1914 à 1921. Nommé durant les derniers mois de gouvernement de Franz Xaver Wernz il est un soutien précieux à son successeur, Vladimir Ledóchowski, jésuite polonais élu supérieur général des Jésuites en février 1915. Tacchi Venturi est un médiateur efficace avec le gouvernement italien et devient l’image publique de la Compagnie de Jésus dans l’opinion italienne.
Comme recteur de l’église du Gesù (1918-1940), il en organise les travaux de restauration ainsi que celle des 'chambres' de saint Ignace. En 1923, il obtient la restitution du fonds d'archives jésuites qui avait été confisqué par l’état italien en 1873. En 1935, il conduit les négociations avec le gouvernement qui aboutissement à la restitution de l’église du Gesù, église mère de la Compagnie de Jésus.
Depuis 1922, il est agent de liaison officieux entre le Saint-Siège et le gouvernement italien. Bien qu'il ne soit pas directement engagé dans les négociations qui aboutissent à la résolution de la ‘Question romaine’ au traité du Latran (1929), il participe à de nombreuses négociations annexes telles le retour de la Bibliothèque Chigi au Saint-Siège (1923), la démission de Luigi Sturzo comme secrétaire du 'Partito Popolare Italiano' (1923), la suspension du prêtre moderniste Ernesto Buonaiuti qui enseignait l’histoire du christianisme à l’université de Rome (1925); et enfin, l'interprétation la plus restrictive des tendances monopolisatrices du régime fasciste dans le domaine de l’éducation de la jeunesse.
Plus importante encore est sa médiation (en 1931) dans le conflit qui concernait l'Action catholique italienne [ACI]. Au prix de vingt audiences avec Pie XI et treize avec Benito Mussolini, entre le 24 juillet et le 2 septembre, Tacchi Venturi réussit à obtenir un accord sur l'organisation diocésaine de l'ACI qui ménage à l’Action catholique' sa liberté et ses usages. À côté de la signature de Mussolini se trouve celle du jésuite qui, par décision expresse du pape Pie XI, avait remplacé le nonce apostolique (en) dans ce rôle de médiateur. Un an plus tard, Tacchi Venturi organise la seule audience que Pie XI ait jamais accordée à Mussolini (11 février 1932).
Durant le conflit en Éthiopie (1935-1936), Tacchi Venturi, à nouveau comme envoyé du pape, rencontre quatre fois le Duce pour en obtenir une solution pacifique à la guerre. En 1938, il demande – en vain – une mitigation des lois raciales. Mais il intervient également pour des questions plus prosaïques qui démontrent l’attention pastorale du pape : pour un soulagement des pénuries alimentaires qui frappent Rome et le pays, pour un contrôle efficace de la moralité des spectacles publics ; pour une amélioration du régime pénitentiaire des détenus antifascistes (dont Alcide De Gasperi), etc.
Pie XII, élu pape le 2 mars 1939, nomme un père salésien comme agent de liaison avec le gouvernement italien. Il garde Tacchi Venturi quelque temps encore. C’est par lui que Pie XII présente ses pressantes requêtes, entre autres - et à plusieurs reprises - contre l'expansion de la guerre mondiale que représenterait la participation de l'Italie (1939). Néanmoins  son rôle et sa présence dans la sphère politique italienne va diminuant.
Tacchi Venturi retourne progressivement à ses études historiques. Après la guerre il consacre du temps également à soulager la détresse de beaucoup qui en sortent ruinés. Pietro Tacchi Venturi meurt à Rome le 18 mars 1956.

### Cardinal?
Il semble que Pie XI ait souhaité créer cardinal le père Tacchi Venturi, en 1935. Mais sa nomination aurait pu être perçue comme une approbation indirecte du fascisme, le jésuite étant un proche de Mussolini. Ledochowski, supérieur général des Jésuites, se serait également opposé à cette nomination, estimant que le pouvoir et l’influence du jésuite à Rome était déjà bien trop grande... À sa place l’ancien Provincial de Rome, le père Pietro Boetto, sera fait cardinal

## Écrits
- Memorie biografiche del P. Camillo Mearini d.C.d.G., Città di Castello, 1886.
- Stato della religione in Italia alla metà del secolo XVI, Roma, 1908.
- Storia della Compagnia di Gesù in Italia (4 vol.), Roma, 1910-1951.
- Opere storiche del P. Matteo Ricco, S.I. vol.1: Commentari della Cina; vol.2: Lettere dalla Cina, Macerata, 1911-1913.
- Il beato Roberto Bellarmino. Esame delle nuove accuse contro la sua santità, Roma, 1923.
- La casa di S. Ignazio di Loyola in Roma, Roma, 1923.
- Storia delle religioni (editeur) (2 vol.), Torino, 1934-1936.
- I santi, i sacerdoti, i missionari italiani in Europa nel medioevo [avec P. Pecchiai], Roma, 1951.